# Hwang Tong-gyu
Hwang Tong-gyu  (nacido el 9 de abril de 1938) es un poeta y crítico coreano.

## Biografía
Hwang Tong-gyu nació en Seúl. Estudió Literatura Anglosajona en la Universidad Nacional de Seúl, donde también hizo sus estudios de posgrado. Empezó su carrera literaria con la publicación de poemas como Octubre (Si-wol) y Una carta alegre (Jeulgeo-un pyeonji) en Hyundae Munhak (Literatura contemporánea). Actualmente es profesor de Literatura anglosajona en la Universidad Nacional de Seúl y ha recibido varios de los premios de poesía más prestigiosos del país.

## Obra
Su primera poesía ilustra un sentimiento de nostalgia a través de la representación de paisajes melancólicos, como se ve en Octubre (Si-wol) y Una carta alegre (Jeulgeo-un pyeonji). El poema Elegía (Biga) está escrita en el lenguaje de un vagabundo o marginado para mostrar el conflicto entre el yo y la realidad. Esta obra en particular marca la primera salida de la abstracción de sus obras anteriores y la exploración de una realidad concreta. El poeta habla del sufrimiento de la gente que vive vidas trágicas. Sus obras La canción de la paz (Taepyeongga), Nieve cayendo en las tres provincias del sur (Samname naelinun nun) y El diario de viaje a Yeolha (Yeolha-ilgi) ejemplifican el uso de la ironía en su poesía.
Su estilo y estética literarias han evolucionado de forma continua a lo largo de su carrera. A veces deja las imágenes desnudas y emplea un estilo de prosa lacónico y sin vueltas. Esta trasformación poética sugiere un intento de revolucionar la prosodia general de una forma realista y convencional. Mientras que el poeta medita sobre la muerte describiendo su voluntad de controlarla en Entierro aéreo (Pungjang), su lenguaje poético es más flexible en La intolerable levedad de las existencias (Gyeondil su eobs-i gabyeo-un jonjaedeul).

## Obras traducidas al español
- Posada de nubes y otros poemas (황동규 시선 <몰운대행>), Lima: Fondo Editorial PUCP, 1998.

## Antologías de poemas (lista parcial)
- Un día resplandeciente (Eotteon gae-in nal),
- Cae la nieve en las tres provincias del sur (Samname naelineun nun)
- El diario de viaje a Yeolha
- Quiero pintar cuando veo una roca (Naneun bakwileul bomyeon gulligo sip-eojinda)
- Viaje a Morundae (Morundae haeng)
- Entierro aéreo (Pungjang)

## Premios
- Premio de Literatura Coreana (1980)
- Premio Literario Isan (1991)
- Premio Literario Midang (2002)
- Premio de Literatura Manhae (2006)